# Bündnis Sahra Wagenknecht
Bündnis Sahra Wagenknecht – Vernunft und Gerechtigkeit (BSW, lett. "Alleanza Sahra Wagenknecht – Ragione e Giustizia") è un partito politico tedesco, fondato l'8 gennaio 2024.
Inizialmente istituito come associazione registrata il 26 settembre 2023, è costituito fondamentalmente da dissidenti del partito di sinistra Die Linke. Il partito è incentrato, anche nel nome, attorno alla persona della sua fondatrice, Sahra Wagenknecht, personalità politica di lungo corso ed ex esponente di punta della Linke, spesso definita come populista.

## Storia
Tra la seconda metà degli anni 2010 e l'inizio degli anni 2020 sorgono dissidi tra la corrente guidata da  Sahra Wagenknecht e altri esponenti della Linke su tematiche come la politica migratoria, le vaccinazioni contro il COVID-19, la posizione della Germania sul conflitto russo-ucraino e l'invasione russa, che fanno presagire una possibile defezione dei primi dal partito.
Alla fine del 2023 alcuni sondaggi danno un eventuale partito condotto dalla Wagenknecht a una percentuale compresa tra il 12 e il 20%. In una conferenza stampa nell'ottobre 2023, insieme ai deputati Amira Mohamed Ali e Christian Leye, Wagenknecht annuncia l'intenzione di fondare un nuovo partito assieme a Lukas Schön, altro esponente della Linke della Renania Settentrionale-Vestfalia, e all'imprenditore Ralph Suikat.

## Ideologia
Il BSW esprime posizioni scettiche rispetto alle politiche ecologiste, all'immigrazione di massa ed è contraria al sostegno all'Ucraina nel conflitto russo-ucraino. Il partito è ostile alla NATO ed è moderatamente euroscettico.
Secondo Die Tageszeitung, BSW promuoverebbe un "socialismo con codici di destra". Libération, quotidiano francese, lo definisce un partito populista di sinistra. Altri giornali riportano la presenza di elementi conservatori di destra.
Wagenknecht stessa ha respinto l'etichetta di partito di "sinistra", in quanto questa collocazione sarebbe associata ormai a "dibattiti elitari", mentre BSW ambisce ad attirare uno "spettro più ampio di potenziali elettori". Wagenknecht ha criticato l’ala progressista all'interno di Die Linke per essere troppo preoccupata circa l'"uso dei pronomi e la percezione del razzismo" anziché focalizzarsi sulla "povertà e [sul] crescente divario tra abbienti e indigenti."
Nonostante il partito sia spesso descritto come "socialista", Wagenknecht sostiene l'ordoliberalismo, e quindi l'economia di mercato, definendo la sua visione come "socialismo creativo".

## Risultati elettorali
| Elezione      | Voti      | %    | Seggi   |
| ------------- | --------- | ---- | ------- |
| Europee 2024  | 2 453 652 | 6,17 | 6 / 96  |
| Federali 2025 | 2 468 670 | 4,97 | 0 / 360 |